# Cristóvão de Moura

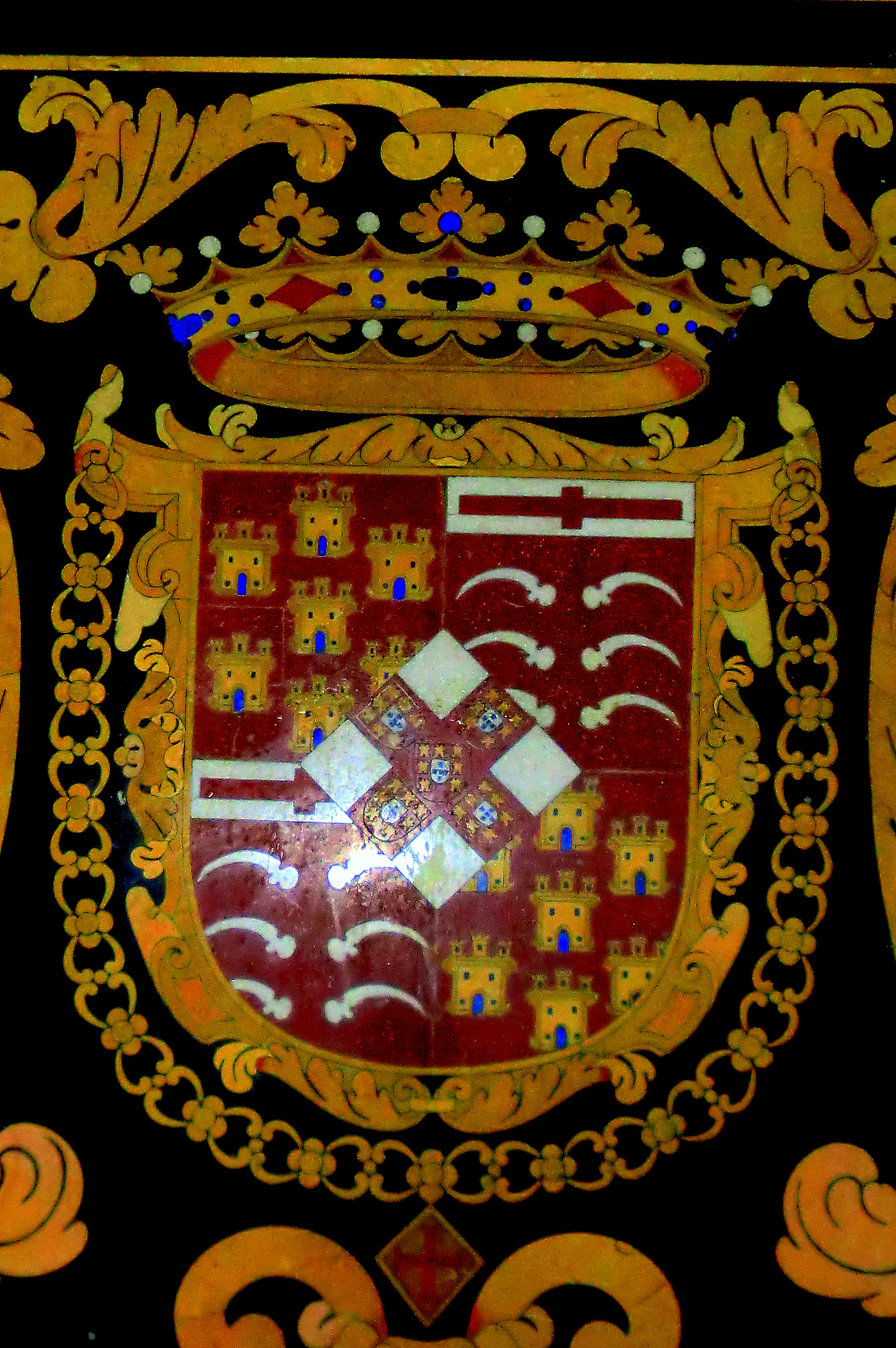
Armas do Marquês de Castelo Rodrigo.

Cristóvão de Moura e Távora (Lisboa, 1538 — Madrid, 26 de dezembro de 1613) foi um fidalgo português, líder do partido espanhol aquando da crise de sucessão de 1580, e um dos mais influentes e brilhantes políticos da fase inicial da União Ibérica. Casado com Margarida Corte-Real, da poderosa e rica família Corte-Real, foi escolhido para vice-rei de Portugal em três diferentes ocasiões, tendo influência determinante na condução da política portuguesa no contexto da monarquia hispânica de 1581 até 1612, ano em que concluiu o seu último mandato como vice-rei. Foi sucedido nas suas capitanias e na gestão da sua casa por seu filho Manuel de Moura Corte-Real.

## Biografia
Era filho de Luís de Moura, alcaide-mor de Castelo Rodrigo, e de sua esposa, Brites de Távora, sendo por isso neto materno de Cristóvão de Távora, 2.º senhor do morgado de Caparica, e de sua esposa, Francisca de Sousa. A família Moura tinha origens que remontavam a finais do século XIII, quando, por volta de 1284, obteve da rainha D. Beatriz, viúva do rei D. Afonso III, o senhorio da vila e fortaleza de Moura, como agradecimento pela sua participação na conquista do Algarve. A partir dessa concessão adoptaram o apelido de Moura, dando origem a uma linhagem cujos membros se distinguiram, nos séculos seguintes, ao serviço dos monarcas portugueses, ocupando postos de relevo nas sucessivas casas reais. A antiguidade e a importância da sua linhagem estão atestadas pela presença dos Moura entre as 74 linhagens nobiliárquicas cujas armas aparecem pintadas junto às armas reais no tecto da Sala dos Brasões do Palácio de Sintra desde o tempo do rei D. Manuel I. A família perdeu boa parte das suas concessões aquando da crise dinástica de 1383–1385, pois os  aderiram à causa de D. João I de Castela que, depois de derrotado na batalha de Aljubarrota em 1385, perdeu o trono de Portugal.
Contudo, e apesar da sua origem fidalga, Cristóvão de Moura foi educado com recursos modestos. Um seu contemporâneo, Pero Roiz Soares, afirma que os pais não tinham sequer 300 mil reais de renda, vivendo honradamente, ainda que com modéstia. Graças à posição que seu pai e outros familiares ocupavam na corte portuguesa, foi integrado, ainda adolescente, no serviço da princesa D. Joana de Áustria, filha do imperador Carlos V, que tinha casado com o príncipe D. João Manuel, filho e herdeiro de D. João III.
Na sequência da morte precoce de D. João Manuel, falecido com apenas 16 anos de idade, D. Joana retirou-se para Castela em 1554, acompanhada pelo seu séquito de servidores, entre os quais se contava o jovem Cristóvão de Moura. Este, em pouco tempo, assumiu-se como o homem de confiança da princesa viúva, viajando em numerosas ocasiões até Portugal como embaixador extraordinário para cumprimentar, em nome da princesa, os monarcas, seus sogros, e o seu filho, o rei D. Sebastião. A sua influência foi-se acentuando graças à relevância dos seus contactos na Corte portuguesa, pois era sobrinho do diplomata Lourenço Pires de Távora, terceiro senhor da Caparica, irmão de sua mãe, dona Brites de Távora, e primo de D. Cristóvão de Távora, estribeiro-mor do rei D. Sebastião.
Estabelecido na Corte de Espanha desde 1554, ou seja desde os seus 16 anos de idade, e reconhecido por sua inteligência e perspicácia, integrou-se no círculo do príncipe de Eboli, Rui Gomes da Silva, outro português que singraria na alta política da monarquia hispânica, e no de Antonio Pérez del Hierro, o todo poderoso secretário de Filipe II. Transitou para o serviço real, tendo-se destacado e merecido o agradecimento régio pela sua actuação durante a entrevista que Filipe II manteve em Guadalupe, no Natal de 1576, com o seu sobrinho D. Sebastião, o rei de Portugal.
Após o desaparecimento de D. Sebastião na batalha de Alcácer-Quibir em 4 de agosto de 1578, a grande experiência de Cristóvão de Moura nos assuntos da Corte portuguesa, associada à influência do também português Príncipe de Eboli, levou a que Filipe II depositasse nele boa parte do protagonismo das negociações para a sucessão do monarca hispano na coroa de Portugal. Nos meses que se seguiram, Cristóvão de Moura aproveitou os seus inúmeros contactos junto da aristocracia portuguesa e as informações por eles recolhidas para se afirmar como o principal representante dos interesses de Filipe II em Portugal.
Demonstrando uma singular habilidade para conquistar adesões e chegar a compromissos, afirmou-se como o primeiro responsável pela diplomacia de Filipe II de Espanha para angariar apoios entre a nobreza e o alto clero para que aceitassem a pretensão ao trono português do monarca espanhol. No processo, alimentou as rivalidades políticas entre o Prior do Crato e o Duque de Bragança, cooptando personagens-chave da sociedade e do governo para a causa do soberano espanhol. Perante a aclamação popular do Prior do Crato como rei D. António I de Portugal, foi um dos defensores de que o rei deveria intervir militarmente no país, por considerar que as negociações e promessas de benefícios não seriam suficientes para conseguir o seu objetivo, devido à animosidade portuguesa contra Castela.
Neste complexo processo de defesa dos interesses da Casa de Áustria em Portugal, Cristóvão de Moura conseguiu congregar em torno da candidatura do seu senhor o maior número de partidários, não sem antes lhes garantir honras, mercês, hábitos, comendas e somas consideráveis. Apesar da resistência popular, esmagada pela intervenção militar liderada por Fernando Álvarez de Toledo y Pimentel, o duque de Alba, entre a alta nobreza foram escassas as resistências em aceitar as mercês e as garantias que Cristóvão de Moura ofereceu em nome do novo rei, à fidalguia e ao alto clero. Neste processo, a lealdade demonstrada aos interesses de Filipe II implicou o estigma da traição, atribuído pelos seguidores de D. António, prior do Crato, o único pretendente que se opôs abertamente ao avanço de Filipe II sobre a coroa portuguesa, que ganharia corpo após a Restauração e perduraria ao longo dos séculos.
Com a vitória na batalha de Alcântara, a ocupação militar de Portugal pelo exército de Filipe II, com as violências, motins populares e excessos de diversa índole que desencadeara, estava concluída no final do Verão de 1580. Restava apenas o controlo do último foco de resistência dos partidários de D. António I, centrado na ilha Terceira, que apenas seria conquistada em 27 de julho de 1583, após o desembarque da Baía das Mós e o saque da cidade de Angra que se lhe seguiu.
Nos finais de 1580 já se tinha realizado a convocatória para as Cortes de Tomar, assembleia que se realizaria em abril do ano seguinte, e na qual se definiu a estrutura de governo que, baseada no respeito pelos privilégios e foros do reino de Portugal, sobreviveu com algumas mudanças até 1640. Graças à Patente das Mercês, Graças, e privilégios, documento que fora negociada em Almeirim por Cristóvão de Moura e referendado nas Cortes de Tomar, o rei comprometeu-se a respeitar os privilégios nobiliárquicos, a acolher os nobres portugueses no serviço da sua Casa e da sua família, e a integrá-los no governo e no sistema defensivo do reino de Portugal e da monarquia hispânica.
Com a ascensão de Filipe II ao trono português, integrou o Conselho de Portugal, um colegiado de cinco membros que assessorava permanentemente o soberano nas questões referentes ao governo deste reino. Entre outras benesses, o soberano recompensou os seus serviços, concedendo-lhe por mercê o cargo de vedor da Fazenda por carta régia de 10 de abril de 1581.
Em finais de 1581, Cristóvão de Moura foi escolhido para casar com D. Margarida Corte-Real, a muito rica herdeira da família Corte-Real, filha e herdeira de Vasco Anes Corte Real, o capitão do donatário na cidade de Angra, a capital da ilha Terceira, então último bastião da resistência contra as pretensões da Casa de Áustria em Portugal, e na ilha de São Jorge. A noiva escolhida, Margarida Corte-Real, tivera um irmão, o primogénito da família, e três irmãs. Contudo, o seu irmão, Manuel Corte-Real, o herdeiro presumptivo das capitanias, fora morto na batalha de Alcácer-Quibir, em 1578, o que extinguiu a linha varonil da família. Nestas circunstâncias, a falta de um filho legítimo masculino não permitiria assegurar a continuação da famílias na posse das capitanias de Angra e São Jorge, cuja sucessão estava sujeita à «lei mental». Contudo, Vasco Anes Corte-Real conseguira do cardeal-rei D. Henrique uma especial autorização, emitida por alvará de 14 de agosto de 1579, que permitia que a filha mais velha do capitão, D. Margarida Corte Real, o sucedesse como 5.º capitão do donatário em ambas as capitanias, desde que aceitasse casar com quem el-rei escolhesse e que o escolhido adoptasse o apelido de Corte-Real. O casamento foi celebrado em Lisboa a 18 de dezembro de 1581, tendo no acto o noivo, como previsto no alvará autorizador, adoptado o apelido Corte-Real, passando a denominar-se Cristóvão de Moura Corte-Real.
Esta escolha de casamento, para além das vantagens materiais que trouxe a Cristóvão de Moura dada a riqueza da noiva, avaliada entre 4 e 5 mil cruzados de renda por ano, explica-se também por razões políticas, pois que quando em novembro de 1581, um escasso mês antes do casamento, faleceu Vasco Anes Corte-Real, a situação política nos Açores era crítica, pois em 25 de julho desse ano de 1581 ocorrera a batalha da Salga, estando a ilha Terceira governada pelos partidários de D. António, Prior do Crato. Estas especiais circunstâncias aconselhavam uma particular cautela na sucessão das capitanias açorianas, colocando a ilha Terceira no centro das preocupações reais. Como nos termos do alvará que autorizava a sucessão pela via feminina, o casamento da herdeira das capitanias carecia de decisão real, Filipe II optou por casar Margarida Corte-Real com o seu principal valido em Portugal. Com esta decisão, colocava a capitania da ilha rebelde nas mãos de um dos seu mais fiéis apoiantes.
Cristóvão de Moura Corte-Real foi nomeado para o governo das capitanias de sua mulher por carta régia de 27 de junho de 1582. Por carta régia datada de 14 de agosto de 1482, foi também nomeado capitão do donatário na capitania da Praia, que há alguns anos andava vaga, unificando assim a ilha Terceira sob um único capitão do donatário. Por alvará de 21 de junho de 1583 foi nomeado para as alcaidarias-mores do Castelo de São Sebastião de Angra e da ilha de São Jorge. Apesar destas nomeações, o casal apenas entrou na sua posse efectiva das capitanias após a rendição e saque de Angra pelas tropas de Filipe II, evento que teve lugar entre 27 e 29 de julho de 1583, na sequência do desembarque da Baía das Mós, pois só foi empossado a 16 de agosto de 1583 através do seu procurador Fernão Faleiro.
O acrescentamento da capitania da Praia resultou do lugar estar vago por morte de Antão Martins Homem (mais conhecido por Antão Martins da Câmara), ocorrida em 10 de julho de 1577. A junção das capitanias da Terceira e de São Jorge à grande fortuna que a família Corte-Real já dispunha em Lisboa, com os terrenos do Corpo Santo anexos ao Paço Real, em Évora, no Algarve e um pouco por quase todas as províncias, fez da casa de Cristóvão de Moura Corte-Real uma das mais ricas casas senhoriais do reino de Portugal.

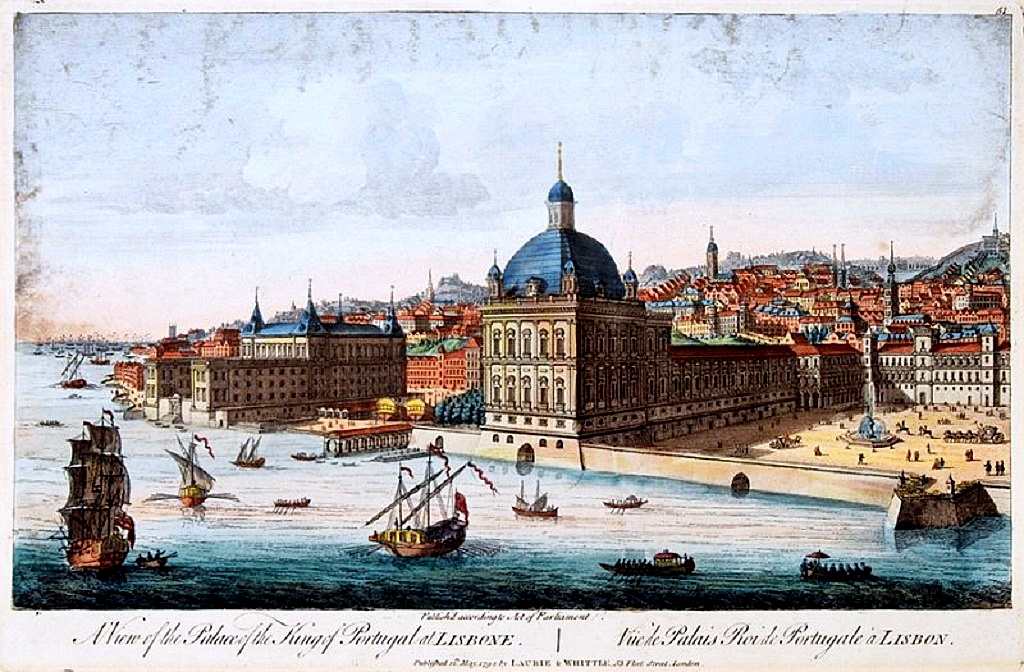
Palácio dos Corte-Reais ao lado do Paço Real (c. 1750).

O casal mandou construir um palácio nos terrenos dos Corte-Real no Corpo Santo, o palácio do Corpo Santo, ou «da Corte-Real», vizinho do paço real, que viria a ser um dos maiores e mais ricos palácios senhoriais de Lisboa, onde passaram a habitar. O palácio era tão bom que viria a ser confiscado após a Restauração e transformado na residência do principe-regente D. Pedro durante a fase final do reinado de D. Afonso VI.
Após o casamento foi recebendo cargos palatinos que foram acrescentando o seu prestígio social, agora solidamente ancorado na enorme riqueza que recebera ao casar com Margarida Corte-Real. No Conselho de Portugal coube a Cristóvão de Moura a responsabilidade, que partilhava com D. António Pinheiro, o bispo de Leiria, de aconselhar Filipe II sobre a concessão de mercês e recompensas por serviços prestados pela nobreza e clero portugueses, incluindo escolher as famílias que mereciam receber apoio pecuniário para pagar os resgates de parentes capturados em Alcácer-Quibir.
O exercício destas funções permitiu conquistar lealdades e deu a Cristóvão de Moura enorme capacidade para exercer clientelismo, podendo dizer-se que, enquanto garante dos acordos de Tomar, foi um dos maiores beneficiários da entronização de Filipe II como rei de Portugal, dando origem àquela que chegaria a ser uma das maiores casas nobiliárquicas do reino de Portugal.
Logo nos anos iniciais da União Ibérica, a sua experiência na política cortesã portuguesa e a sua astúcia converteram-no num ministro imprescindível. A partir de 1583, mas especialmente desde 1586, ano do falecimento do presidente do Conselho de Estado Juan de Zúñiga y Requeséns, Cristóvão de Moura passou a ser o principal mentor da política portuguesa da monarquia hispânica, ao mesmo tempo que se afirmava como o grande privado do monarca.
Embora fosse cavaleiro da Ordem de Calatrava, em 1582 o rei concedeu-lhe licença para mudar de ordem foi feito comendador-mor da Ordem de Alcântara, a que se juntou em 1583 a comenda de Zalamea. Nos anos seguintes adquiriu os senhorios de Cabeceiras de Basto, Lumiares, Lamegal, Paços de Ferreira e a honra de Pinheiros. Foi também nomeado para o cargo palatino de sumiller de Corps, o mordomo-mor do rei, encarregado dos seus aposentos. A culminar este percurso, foi criado, por carta de assentamento, passada em Lisboa a 3 de maio de 1594, 1.º conde de Castelo Rodrigo, tomando como título uma vila e um castelo de que seu pai fora alcaide.
Este percurso foi interrompido com a morte de Filipe II de Espanha, ocorrida, literalmente nos seus braços, em 13 de setembro de 1598, o que significou a perda do seu protector e a perda do principal valimento que tinha na corte de Madrid. O filho e sucessor do rei, Filipe III de Espanha, escolheu para seu valido a Francisco Gómez de Sandoval y Rojas, o marquês de Denia e futuro duque de Lerma, tendo Cristóvão de Moura caído em desgraça junto do novo soberano.
A perda de valimento e dos lugares palatinos de imediata proximidade ao rei não significou, contudo, o fim da carreira política de Cristóvão de Moura. Continuando a ser um elemento imprescindível no governo do reino de Portugal, como reconhecimento pelos seus méritos e experiência, Filipe III de Espanha elevou-o a 1.º marquês de Castelo Rodrigo em 27 de dezembro de 1598, concedendo-lhe a Grandeza de Espanha a 29 de janeiro de 1600, para além de uma substancial ajuda de custo de 20 000 cruzados por ano, para além de uma renda de 3 000 ducados sobre o paul de Trava, na ribeira do Tejo.
Quando Filipe III dissolveu o Conselho de Portugal estabelecido por seu pai, nomeou D. Cristóvão de Moura como vice-rei de Portugal. Exerceu o cargo de 29 de janeiro de 1600 a 1603, apesar de a sua presença ter sido considerada como um desaforo por parte das elites do reino, pois violava um dos princípios estabelecidos pelas Cortes de Tomar que determinava que apenas pessoas de sangue real pudessem desempenhar o cargo de vice-rei. Este primeiro governo do Marquês de Castelo Rodrigo não foi bem aceite pelos portugueses. Os elevados impostos que lançou numa época de dificuldades financeiras, aprofundaram a rejeição à sua actuação. Apesar disso, foi um governante exigente na defesa dos interesses portugueses junto da corte de Madrid. Após uma curta interrupção em 1603, em que o cargo foi assegurado por D. Afonso de Castelo Branco, bispo de Coimbra e conde de Arganil, retomou as funções, completando em 1603 o triénio para que fora nomeado.
Terminado o mandato como vice-rei, permaneceu em Lisboa, por imposição régia, sendo apenas chamado a Madrid em 1607. Ao chegar a Madrid foi cumulado de honrarias, entre as quais a criação do condado de Lumiares para seu filho Manuel de Moura Corte-Real. No período em que permanecera em Lisboa dedicou-se à obras nas suas propriedades, com destaque para a construção do seu palácio no Corpo Santo e para a reconstrução e modernização do castelo de Castelo Rodrigo, onde também criou uma residência.
Por pressão do duque de Lerma, e muito contra a sua vontade, voltou a ser nomeado vice-rei de Portugal, função que exerceu de fevereiro de 1608 a 1612. Neste período continuou as suas obras, com destaque para o seu palácio de Lisboa.
O palácio do Corpo Santo, ou da Corte-Real, situado no Corpo Santo, junto ao rio e a poente do Terreiro do Paço, cuja construção se iniciara em 1585, converteu-se numa referência arquitectónica para as edificações nobiliárquicas da cidade de Lisboa. Era um edifício quadrangular, de quatro pisos, sendo o quarto o andar nobre, com pátio interior e dois corpos paralelos entre si, de três pisos, adossados à fachada sul, perpendiculares ao rio. Os ângulos do corpo principal eram ocupados por quatro torreões com cobertura piramidal. Tinha 185 compartimentos, em que se incluíam 18 salões.
Ao construir o imponente palácio de traça «herreriana», assim designada por o estilo ter sido desenvolvido pelo arquitecto Juan de Herrera, na Ribeira do Tejo, junto ao Paço Real, que competia com o régio em magnificência e tamanho, Cristóvão de Moura demonstrava a intenção de perpetuar a imagem do seu poder na capital do reino de Portugal. A construção do panteão familiar na capela-mor do Mosteiro de São Bento dos Negros, os melhoramentos introduzidos na Quinta de Queluz, a conversão da fortaleza da vila de Castelo Rodrigo em residência palaciana, entre outras obras, demonstram a vontade de deixar uma marca em Portugal.
Outra matéria em que Cristóvão de Moura procurou consolidar o prestígio e o poder da sua casa foi na escolha de casamentos para os filhos, visando reforçar os vínculos sanguíneos com casamentos vantajosos. Em 1598, a sua filha mais velha, Beatriz de Moura e Távora, casou com D. Fernando Afán Enríquez de Ribera y Téllez-Girón, 3.º duque de Alcalá de los Gazules, futuro vice-rei da Catalunha, num casamento que uniu os Moura a uma das principais casas nobiliárquicas andaluzas, conseguindo assim inserir-se no seio da aristocracia castelhana. Os restantes filhos casaram com membros da aristocracia portuguesa, com o claro propósito de fortalecer a posição da família no reino de Portugal. O filho, e herdeiro, Manuel de Moura Corte-Real casou, em novembro de 1613, com D. Leonor de Melo, filha de D. Nuno Álvares Pereira de Melo, 3.º conde de Tentúgal e marquês de Ferreira, e de D. Mariana de Castro Osório Moscoso, avós do futuro 1.º marquês de Cadaval. Os outros dois enlaces celebraram-se já depois de Cristóvão de Moura ter falecido: por volta de 1614, a sua filha Margarida Coutinho, nascida em 1588 em Madrid, casou com D. Manrique da Silva, filho do conde de Portalegre, que o sucederia anos depois, e que viria a ser o primeiro marquês de Gouveia; D. Maria de Mendoza, nascida em Madrid em 1590, casou a 23 de novembro de 1616 com D. Afonso de Portugal, futuro 5.º conde de Vimioso e 1.º marquês de Aguiar. Esta filha, cujo marido aderiu à Restauração, acabou por ficar com a administração dos bens de seu irmão em Portugal, dando origem à linhagem dos últimos capitães do donatário nas capitanias açorianas que tinham pertencido a sua mãe, a seu pai e a seus tios.
D. Margarida Corte-Real faleceu aos 9 de julho de 1610, em Lisboa, e seu marido aos 26 de dezembro de 1613, em Madrid. Na cidade de Angra do Heroísmo, a Rua do Marquês lembra o lugar onde se erguiam as casas do Marquês de Castelo Rodrigo.

## Títulos
Feito conde de Castelo Rodrigo por D. Filipe I em 1594, como recompensa aos serviços prestados por este gentil-homem português à causa espanhola durante a crise de sucessão de 1580. O título foi extinto pela elevação do conde a 1.º marquês de Castelo Rodrigo, título criado por carta de 29 de Janeiro de 1600 de D. Filipe II.

## Descendência
O casal teve os seguintes filhos:
1. D. Luís de Moura, faleceu criança;
2. D. Vasco de Moura, faleceu criança;
3. D. Manuel de Moura Corte-Real, 2.º marquês de Castelo Rodrigo e 1.º conde de Lumiares, 6.º capitão do donatário em Angra e em São Jorge, e ainda capitão do donatário nas capitanias da Praia e do Pico e Faial.
4. D. Catarina, faleceu criança.
5. D. Brites de Moura e Távora, mulher de D. Fernando Afán Enríquez de Ribera y Téllez-Girón, 3.º duque de Alcalá de los Gazules, vice-rei da Catalunha.
6. D. Margarida Coutinho, mulher de D. Manrique da Silva, 1.º marquês de Gouveia.
7. D. María de Mendoza, nascida em Madri em 1590, casou com D. Afonso de Portugal, futuro 5.º conde de Vimioso e 1.º marquês de Aguiar, em Lisboa, a 23 de novembro de 1616. Após a Restauração e o consequente confisco dos bens dos Marqueses de Castelo Rodrigo, o conde de Vimioso, por ser casado com D. Maria de Mendoza, filha de D. Margarida Corte-Real, receberia as capitanias que haviam sido de Cristóvão de Moura e dos seus descendentes, nomeadamente as de Angra e Praia, na ilha Terceira, a da ilha de São Jorge e a das ilhas do Faial e Pico.

De Ana Afonso teve:
1. D. Inês Afonso de Moura.